# Phyllachora coloradensis
Phyllachora coloradensis är en svampart som beskrevs av Orton 1944. Phyllachora coloradensis ingår i släktet Phyllachora och familjen Phyllachoraceae.   Inga underarter finns listade i Catalogue of Life.